# Haas VF-22
De Haas VF-22 is een Formule 1-auto die gebruikt wordt door het Formule 1-team van Haas in het seizoen 2022. De auto is de opvolger van de Haas VF-21. De VF-22 rijdt met een motor van Ferrari.

## Resultaten
| Kleur  | Resultaat                       |
| ------ | ------------------------------- |
| Goud   | Winnaar                         |
| Zilver | Tweede plaats                   |
| Brons  | Derde plaats                    |
| Groen  | Gefinisht (punten behaald)      |
| Blauw  | Gefinisht (geen punten behaald) |
| Blauw  | Niet geklasseerd (NC)           |
| Paars  | Uitgevallen (DNF)               |
| Rood   | Niet gekwalificeerd (DNQ)       |

| Kleur   | Resultaat                              |
| ------- | -------------------------------------- |
| Zwart   | Gediskwalificeerd (DSQ)                |
| Wit     | Niet gestart (DNS)                     |
| Blanco  | Gewond (INJ)                           |
| Blanco  | Uitgesloten (EX)                       |
| Blanco  | Teruggetrokken (WD) / Niet deelgenomen |
| 1, 2, 3 | Sprint positie (punten behaald)        |
| P       | Poleposition                           |
| S       | Snelste ronde                          |

| Jaar | Chassis en banden | Motor         | Coureurs        | 1   | 2   | 3   | 4   | 5   | 6   | 7   | 8   | 9   | 10  | 11  | 12  | 13  | 14  | 15  | 16  | 17  | 18  | 19  | 20  | 21    | 22  | Punten | WK-plaats |
| ---- | ----------------- | ------------- | --------------- | --- | --- | --- | --- | --- | --- | --- | --- | --- | --- | --- | --- | --- | --- | --- | --- | --- | --- | --- | --- | ----- | --- | ------ | --------- |
| 2022 | VF-22 P           | Ferrari 066/7 |                 | BHR | SAR | AUS | EMI | MIA | SPA | MON | AZE | CAN | GBR | OOS | FRA | HON | BEL | NED | ITA | SIN | JPN | VST | MXS | SAP   | ABU | 37     | 8         |
| 2022 | VF-22 P           | Ferrari 066/7 | Kevin Magnussen | 5   | 9   | 14  | 89  | 16† | 17  | DNF | DNF | 17  | 10  | 78  | DNF | 16  | 16  | 15  | 16  | 12  | 14  | 9   | 17  | 8DNFP | 17  | 37     | 8         |
| 2022 | VF-22 P           | Ferrari 066/7 | Mick Schumacher | 11  | DNS | 13  | 17  | 15  | 14  | DNF | 14  | DNF | 8   | 6   | 15  | 14  | 17  | 13  | 12  | 13  | 17  | 15  | 16  | 13    | 16  | 37     | 8         |

- † Uitgevallen maar wel geklasseerd omdat er meer dan 90% van de raceafstand werd afgelegd.